# اسحق مئير ليفين
اسحق مئير ليفين Yitzhak-Meir Levin, ( (بالعبرية: יצחק-מאיר לוין‏) (بالبولندية: Izaak Meir Lewin)‏ 30 يناير 1893 - 7 أغسطس 1971) كان سياسي في الحريديم في بولندا وإسرائيل. وكان واحد من بين 37 شخصًا وقعوا على إعلان الاستقلال، وقد عمل في العديد من الوزارات الإسرائيلية، وكان زعيمًا ووزيرًا في الكنيست لفترة طويلة لحزب أغودات إسرائيل والأحزاب ذات الصلة.

## السيرة الذاتية
ولد ليفين باسم إزاك مئير لوين في جورا كالواريا (جير في اللغة اليديشية) في الكونغرس بولندا كجزء من الإمبراطورية الروسية.  والده شانوخ هينيخ ليفين (1789–1870). درس في سنواته الأولى في المدرسة الدينية يشيفا وحصل على سميخة. تزوج من ابنة الحاخام أبراهام مردخاي ألتر، رئيس سلالة جير الحسيدية ذات النفوذ  عن عمر  16 عامًا. خلال الحرب العالمية الأولى شارك في مساعدة ضحايا الحرب في وارسو. 
انخرط في السياسة بدعم من عائلته وكان أحد قادة أغوداث إسرائيل في بولندا، وتم انتخابه لعضوية مجلس مجتمع وارسو كممثل للمنظمة في عام 1924، وبعد خمس سنوات تم انتخابه لعضوية هيئة رئاسة أغوداث إسرائيل العالمية. عام 1937 تم انتخابه كأحد الرئيسين المشاركين للجنة التنفيذية للمنظمة.  عام 1940 أصبح ليفين الرئيس الوحيد.  كما شارك في تأسيس نظام مدارس بيس يعقوب للفتيات اليهوديات المتدينات. 
بعد بداية الحرب العالمية الثانية ساعد ليفين اللاجئين في وارسو، قبل أن يهاجر إلى فلسطين الانتدابية في عام 1940، حيث أصبح رئيسًا للفرع المحلي لمنظمة أغوداث إسرائيل. 
بعد التوقيع على إعلان الاستقلال عام 1948، انضم إلى حكومة ديفيد بن غوريون المؤقتة كوزير للرعاية. ثم تم انتخابه للكنيست الأول عام 1949 كعضو في الجبهة الدينية المتحدة، وهو تحالف للأحزاب الدينية الأربعة الرئيسية، وأعيد تعيينه في منصبه الوزاري في الحكومتين الأولى والثانية.
بعد احتفاظه بمقعده في انتخابات عام 1951، انضم ليفين مرة أخرى إلى حكومة بن غوريون الثالثة كوزير للرعاية الاجتماعية، لكنه استقال في عام 1952 احتجاجًا على قانون الخدمة الوطنية للنساء.  وبقي عضو في الكنيست حتى وفاته عام 1971، لكنه لم يكن عضوا في الحكومة.
لاحقا كان يمثل جبهة التوراة الدينية - تحالف أغودات يسرائيل وفرعها العمالي بوالي أغودات يسرائيل. دفن في المقبرة اليهودية بجبل الزيتون. 

## روابط خارجية
- Yitzhak-Meir Levin on the Knesset website